# Knokken in Knossos
Knokken in Knossos is een stripverhaal uit de reeks van Suske en Wiske. Voor dit verhaal werd weer teruggegrepen op de Griekse mythologie.
Het verhaal kwam uit in 1990. Het is niet uitgebracht in de reguliere Vierkleurenreeks.

## Locaties
- Kreta met het Voulismenimeer in Agios Nikolaos, het Diktigebergte met Matala, Iraklion met vliegveld en antropologisch museum, Naxos, Knossos met de ruïne van het Minoïsche paleis

## Personages
- Suske, Wiske met Schanulleke, tante Sidonia, Lambik, Jerom, Soukolaros, Dana, Dimitrios

## Het verhaal
Over het eiland Kreta doen vele legendes en mythen de ronde, bijvoorbeeld over de godin Athene die in het Voulismenimeer in Agios Nikolaos baadde. Tante Sidonia, Suske en Wiske zijn op vakantie aan dit meer. Ze wachten tot Lambik en Jerom de volgende dag ook aankomen op de vakantiebestemming. Suske vangt een gouden draad en wordt met Wiske in het water getrokken. Tante Sidonia bereidt marides, brosse witvis, en ziet dan tot haar schrik dat het bootje van Suske en Wiske leeg is. Onder water spreekt Ariadne tot Suske en Wiske, ze vraagt hen Soukolaros, een halfgod, te bevrijden en hiervoor een bijl te volgen. Tante Sidonia leest in een boek over de mythe van Ariadne en stuurt de kinderen naar bed. Maar dan verschijnt er een vliegende bijl in het huisje en deze neemt Schanulleke mee. De vrienden achtervolgen de bijl in het Oros Dikti-gebergte naar het zuidwesten.
De volgende ochtend arriveren Lambik en Jerom op het vliegveld in Heraklion. Jerom wil graag naar het antropologisch museum waar veel schatten uit het verleden zijn opgeslagen. Ze horen dat er een gouden bijl uit de grot van Arkalochori uit het museum is verdwenen. Dan vliegt ook de schijf van Phaistos uit een vitrine en Lambik en Jerom zetten de achtervolging in. De hiërogliefen op het bord van 1380 voor Christus zijn nog niet ontcijferd. Suske, Wiske en tante Sidonia rusten uit en dan opent Wiske met de gouden bijl per ongeluk een grot waar Soukolaros in opgesloten zat. Soukolaros vertelt over koning Minos die over Kreta heerste. De Minotaurus maakte het eiland onveilig, dit monster is half mens en half stier. Koning Minos droeg Daedalus op om een gevangenis voor het monster te maken.
De stier werd in het labyrint opgesloten en Soukolaros werd de bewaker van deze kerker. Elke negen jaar werden zeven meisjes en zeven jongens aan het monster geofferd. Op een van deze offerdagen kwam Theseus, de zoon van de koning van Athene, opdagen en hij wilde de Minotaurus doden. Ariadne gaf hem een gouden draad waarmee hij de uitgang van het doolhof terug kon vinden. Daedalus helpt Theseus in zijn strijd tegen de Minotaurus, maar dan blijkt dat Theseus Ariadne ten huwelijk heeft gevraagd en samen met haar naar Athene vaart. Toen Theseus hoorde dat Daedalus de Minotaurus eigenlijk heeft verslagen liet hij Ariadne achter op het eiland Naxos. Theseus sloot Daedalus op in een grot en sprak een vloek over hem uit, waardoor hij niet tot het rijk der goden kan toetreden.
Zolang Soukolaros de horens niet begraven heeft en zich niet heeft herenigd met draad zal hij gedoemd blijven. Tante Sidonia gelooft het verhaal niet, maar als ze de bijl met Schanulleke zien vliegen zetten ze gezamenlijk de achtervolging in. Jerom en Lambik zijn tijdens hun achtervolging van de schijf in Knossos aangekomen. De ruïnes van het Minoïsche paleis werden rond 1900 door Arthur Evans opgegraven. Suske, Wiske Soukolaros en tante Sidonia ontmoeten Lambik die een stierenkop heeft opgedaan. Niet lang daarna verschijnt de echte Minotaurus en de strijd tussen hem en Soukolaros begint. Maar dit blijkt ook niet de echte Minotaurus te zijn.
Soukolaros vertelt dat het zijn handlanger Dimitrios is, hij heeft de vrienden met de gouden bijl naar Matala gelokt waar hij hen opwachtte bij de grot. In de troonzaal van koning Minos stelt hij de vrienden voor aan Dana, met zijn bende wil Soukolaraos een grote kunstroof plegen. De bende wil de ruïne laten instorten en de vrienden zo de schuld in de schoenen schuiven. In een brandkast zijn de schatten opgeslagen, deze komen uit de verschillende musea. Maar dan komt Jerom uit de brandkast en verslaat de schurken. Dana was het niet eens met de plannen van Soukolaros en vroeg Jerom te helpen. De kunstschatten worden teruggegeven aan de musea en Wiske krijgt Schanulleke terug.

## Trivia
- Het verhaal is ook in het Frans uitgegeven onder de naam Du rififi à Cnossos.
  - Suske heet in het Frans Bob
  - Wiske heet in het Frans Bobette
  - Schanulleke heet in het Frans Fanfreluche
  - Tante Sidonia heet in het Frans Tantine of tante Sidonie
  - Lambik heet in het Frans Lambique
  - Jerom heet in het Frans Jérôme
  - Ariadne wordt in het Frans Ariane genoemd, Theseus is Thésée en de Minotaurus is le Minotaure.

De Minotauros speelt ook een rol in De zappende ziel.